# Siedzący skryba
Siedzący skryba – pełnoplastyczna rzeźba z wapienia, pokryta polichromią, przedstawiająca skrybę – uczonego w piśmie. Cenny przykład sztuki starożytnego Egiptu. Rzeźba odnaleziona została w roku 1850 w okolicach Sakkary przez Auguste'a Mariette'a; jako dar rządu egipskiego Skryba został przekazany do zbiorów paryskiego Luwru.

## Opis
Siedzący skryba jest rzeźbą pełnoplastyczną, wykonaną z wapienia i polichromowaną. Przedstawia półnagiego mężczyznę, ukazanego w pozie siedzącej, ze skrzyżowanymi nogami. Ukazany jest en face, na twarzy rysuje się lekki uśmiech. Skryba ma duży nos, duże ciemne oczy z zaznaczonymi konturami i silnie podkreślonymi łukami brwiowymi, krótko przystrzyżone włosy. Charakteryzuje się masywną budową ciała o kubicznym kształcie. Cechy anatomiczne zostały ograniczone do minimum: zarysu obojczyków, uwydatnienia brzucha, przepony i klatki piersiowej. Na okrywającej biodra i uda przepasce leży częściowo rozwinięty zwój papirusu, trzymany w lewej ręce, prawą zaś podpiera materiał, na którym pisze – pomimo braku narzędzia pisarskiego – świadczy o tym charakterystyczny dla tej czynności układ dłoni.
Dzieło charakteryzuje się wykorzystaniem różnych materiałów. Oczy, wykonane z dbałością o detal, zostały wyrzeźbione z magnezytu (węglanu magnezu), kryształu górskiego i stopu miedzi z arszenikiem. Brodawki sutkowe wykonano z drewna.

## Odkrycie i datowanie rzeźby
Rzeźba została odkryta 19 listopada 1850 przez francuskiego archeologa, historyka i egiptologa Auguste'a Mariette'a w Serapeum koło Sakkary, niedaleko tamtejszej Alei Sfinksów. Nie zachował się do dziś oryginalny zapis badacza z informacjami o odkryciu, jedynie pośmiertnie opublikowano dokument dotyczący jego odkryć. Stąd też nie wiadomo, w którym dokładnie miejscu odnaleziono Siedzącego skrybę. Nieznana jest także tożsamość wyrzeźbionej postaci. Zapis na półokrągłym cokole poświadcza o wykonaniu dzieła z większego kawałka skały. Charakterystyczne upozowanie postaci dało powód do przypuszczeń, że skryba mógł być związany z rodziną królewską lub najbliższym otoczeniem władcy.
Dzieło to jest różnie datowane: uważa się, że pochodzi ono z okresu panowania IV dynastii (2620–2500 p.n.e.) lub VI dynastii. Wcześniejsze datowanie tłumaczy się powiązaniem dzieła z figurą Pehernerfera, która charakteryzuje się niektórymi podobnymi do skryby cechami stylistycznymi: małymi ustami, szeroką klatką piersiową i układem torsu. W okresie IV dynastii wykonano też m.in. figury synów Dżedefre o zbliżonych, siedzących pozach. Późniejsze datowanie ma związek z ikonografią postaci piszących na pergaminie – po V dynastii zmienił się typ ikonograficzny skryby ukazujący postać czytającą napisane przez siebie dzieło.